# Sarpedon

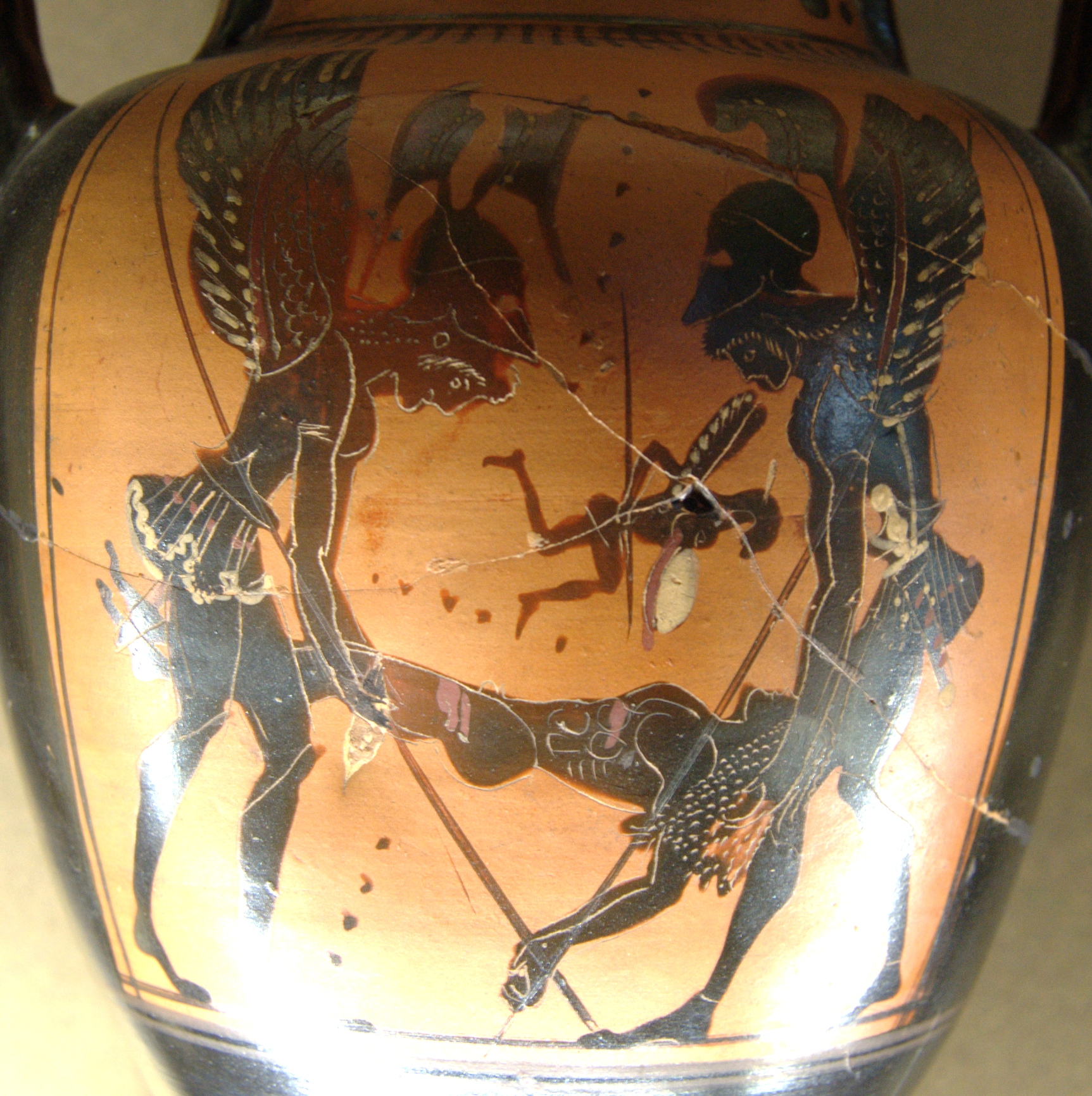
Sarpedons död. Attisk svartfigurig amfora, 500-490 f.Kr., Italien

Sarpedon (grekiska Σαρπηδὠν) var i grekisk mytologi härskare över Lykien och trojanernas bundsförvant i kriget mot grekerna. Han var son till Zeus och Laodameia.
Sarpedon föll för Patroklos hand vid stormningen av det grekiska lägret, och hans lik fördes på Zeus befallning av Hypnos och Thanatos (sömnen och döden) till hans lykiska hemland där han begravdes.
Enligt yngre sagor var Sarpedon son till Zeus och Europa, bror till Minos och Rhadamantys. Efter att ha fördrivits från Kreta av Minos ska han ha seglat till Mindre Asien, där han tog herraväldet över Lykien.